# Porgi, amor

Magna Lykseth jako Hrabina Rozyna

Porgi, amor, lub w dłuższej formie: Porgi, amor, qualche ristoro – aria rozpoczynająca II akt opery Wesele Figara, z muzyką skomponowaną przez Wolfganga A. Mozarta oraz tekstem w języku włoskim autorstwa Lorenza Da Pontego. Przypisana jest ona do roli Hrabiny Rozyny (typ głosu: sopran).

## Umiejscowienie w operze
Figaro i Zuzanna – lokaj i pokojówka państwa – szykują się do zaślubin, ale w tym dniu w zamku Hrabiego Almavivy wyjątkowo dużo się dzieje. Figaro  mierzy otrzymany od swego pana pokój, Zuzanna prezentuje mu swój czepek i niespodziewanie rozmowa wkracza w temat miłosnych podbojów Amavivy. Znudzony małżeńską monotonnością Hrabia próbuje szukać innych rozwiązań, toteż w pierwszej kolejności stara się zdobyć względy Zuzanny. Specjalnie się tym nie różni od młodego pazia Cherubina, którego co rusz zresztą przyłapuje w nawet niekoniecznie tylko dwuznacznych sytuacjach.

### Aria
Hrabina Rozyna, żona Hrabiego Almavivy, jest zmęczona i przygnębiona takim stanem rzeczy. Wzdycha więc i skarży się na utraconą miłość, która przysparza jej już tylko cierpienia. Kobieta jest wręcz rozdarta między ratowaniem własnego związku, a nawet pragnieniem śmierci, która ukoiłaby jej ból.
Światowa prapremiera dzieła odbyła się w Wiedniu 1 maja 1786. Jako Hrabina Rozyna wystąpiła wówczas Luisa Laschi.